# Hevrin Chalafová
Hevrin Chalafová (Khalafová) (kurd. Hevrîn Xelef; 15. listopadu 1984 Derik – 12. října 2019 Tell Abyad) byla kurdsko-syrská politička, generální tajemnice strany Budoucí Sýrie. Byla zabita tureckými silami poblíž dálnice M4 v severní Sýrii během Operace Pramen míru proti kurdským silám SDF v Rojavě 12. října 2019.

## Život
Chalafová se narodila 15. listopadu 1984 v Al-Malikiyah. Vystudovala stavební inženýrství na univerzitě v Aleppu (2009). Postupně se propracovala do vyšší politiky a působila v samosprávné kurdské oblasti Rojava v severovýchodní Sýrii. Podílela se na správě severní Sýrie po znovudobytí oblasti na Islámském státu (2017). Založila stranu Budoucí Sýrie. Účastnila se vyjednávání s Američany, Francouzi a dalšími delegacemi. Byla uznávána pro své diplomatické schopnosti. Snažila se prosazovat mír a toleranci mezi křesťany, Araby a Kurdy.

## Smrt
Podle deníku The Telegraph „kurdští úředníci oznámili, že povstalečtí bojovníci zachytili a napadli auto vezoucí Hevrin Chalafovou“, ale že Národní armáda, povstalecká skupina bojující na straně Turecka, popřela odpovědnost za její zabití. Chalafová byla jednou z mnoha civilistů, kteří přišli o život během prvních dnů vojenské operace podporované Tureckem. Syrská observatoř pro lidská práva informovala, že „devět civilistů bylo popraveno v různých okamžicích jižně od města Tal Abyad“.
Kurdský analytik Mutlu Civiroglu řekl deníku The Guardian, že smrt Chalafové je „velkou ztrátou“, a popsal ji jako „talentovanou diplomatku“. Kurdská strana Budoucí Sýrie vydala prohlášení, v němž uvedla: „S největším zármutkem a smutkem truchlí Syrská strana nad umučením inženýrky Hevrin Chalafové, generální tajemnice strany Budoucí Sýrie, zatímco plnila své vlastenecké a politické povinnosti“. Chalafové bylo 35 (některé zdroje udávají 34) let v době její smrti. Video, které se šířilo na sociálních médiích, údajně ukazovalo vozidlo plné kulek, ve kterém Chalafová cestovala s tlumočníky a dalšími kurdskými zaměstnanci obklopenými povstaleckými militanty.
Podle amerického deníku The Washington Post její zabití „téměř určitě představuje podle mezinárodního práva válečný zločin“.